# 趣味園藝
趣味園藝（日语：趣味の園芸、しゅみのえんげい）是NHK（日本放送協会）自1967年4月9日開始播出的節目。該節目應季節播出解說各類植物管理方法的內容，並不定期進行公開收錄。NHK亦發行有同名的雜誌。趣味園藝在1990年度之前在NHK綜合頻道播出，1991年度之後改在NHK教育頻道播出。NHK亦發行有同名雜誌。

## 外部連結
- 趣味の園芸 - NHK （页面存档备份，存于）
- NHK出版「趣味の園芸」テキスト （页面存档备份，存于）
- NHK出版「みんなの趣味の園芸」植物図鑑 （页面存档备份，存于）
- 趣味の園芸 - NHK放送史（日本放送协会）（日語）

- 趣味の園芸プラス - NHK放送史（日本放送协会）（日語）

- 趣味の園芸50周年記念番組　育てて、飾って、撮って～新・園芸生活スタート～ - NHK放送史（日本放送协会）（日語）

- 番組エピソード 『趣味の園芸』 - NHKアーカイブス （页面存档备份，存于）